# ピーター・ファン・デン・ホーヘンバンド
ピーター・コルネリス・マルタイン・ファン・デン・ホーヘンバンド（Pieter Cornelis Martijn van den Hoogenband, 1978年3月14日 - ）は、オランダの男子競泳選手。身長193cm、体重80kg。
本名は本来、オランダ語読みでピーテルが正しいが、一般には英語読みのピーターが用いられている（同様に、姓はホーグヘンバントが原語に近い）。
オリンピックの男子競泳自由形で、合計3つの金メダルを獲得し、イアン・ソープの最大のライバルであった。
名字はカタカナで12文字になることから、日本の新聞の見出しでは「ホーヘンバント」と略すこともある。

## 経歴
オランダのマーストリヒトで父・セース＝ライン・ファン・デン・ホーヘンバンドと、母・アストリッド・バーバーの間に生まれた。ピーターの父は、プロサッカークラブ・PSVアイントホーフェンのチームドクターであったため、ピーターはアイントホーフェンの隣町であるヘルドロップ（現在のヘルドロップ・ミールロ）で育ち、PSVアイントホーフェンの水泳チームで泳いだ。1993年、ヨーロピアン・ユース・オリンピック・フェスティバルにおいて好成績を記録し初めての成功を収めた。
アトランタオリンピックが始まる前、水泳オランダチームのコーチをしていたピーターの母親のアストリッド・ファン・デン・ホーヘンバンドは、オランダ代表選手たちが大きな可能性を持っていながら十分なサポートが受けられずにいたために期待に応えられていないことに失望した。そこで母親のアストリッドは夫のセースと共に、セースの持っていた交友関係をつかってプロスポーツの関係者らに嘆願した。最終的には、ピーターをスポーツから離れさせるとまで言い、セースが熱心に活動したことで、スポーツのための小さな基金が設立され、20のスポンサーがそれぞれ2500ドル支払ってチームトレーナーを助成するため、その基金に加入した。セースの交渉は大きくなり、オランダ水泳チームはフィリップス、ナイキ、スピードなどととても良い契約を結んだ。十分な基金によってファン・デン・ホーヘンバンド一家が住むアイントホーフェンに水泳学校が設立された。そしてチームは最終的に10チームにまで増え、ファン・デン・ホーヘンバンドはオランダのエースであり続け、オランダチームの仲間であるインヘ・デブルーインと共に多くの勝利をオランダにもたらしたのだった。

## オリンピックでの活躍
アトランタオリンピックの活躍で国際的に大きく躍進した。18歳のファン・デン・ホーヘンバンドは100mと200mの自由形で共に4位の成績を収め周囲を驚かせた。
1999年のヨーロッパ選手権では6個もの金メダルを獲得したため、ファン・デン・ホーヘンバンドは2000年のシドニーオリンピックでは優勝候補筆頭となったが、ライバルも非常に強かった。200m自由形では当時オーストラリアの若きスターであったソープと競い合い、準決勝でファン・ヘン・ホーヘンバンドは世界新記録（当時）をたたき出したが、一方のソープも0.02秒差のタイムを出して反撃した。決勝でもファン・デン・ホーヘンバンドは再び準決勝と同じ世界タイ記録（当時）を出して金メダルを獲得、100m自由形では再び準決勝で世界新記録（当時）をたたき出し、決勝においては1992年のバルセロナオリンピックと1996年のアトランタオリンピックの覇者であったロシアのアレクサンドル・ポポフを破って2つ目の金メダルを獲得した。さらに50m自由形とオランダチームのアンカーとして出場した4×200mフリーリレーでも銅メダルを獲得している。
2001年の世界水泳選手権福岡大会では50m自由形、100m自由形、200m自由形、4x100mフリーリレーで計4個の銀メダルを獲得した。
2004年のアテネオリンピックでは100m自由形で金メダル、200m自由形と4x100mフリーリレーで銀メダルを獲得した。
30歳で迎えた2008年の北京オリンピックは、3連覇のかかった100m自由形に出場種目を絞り、アラン・ベルナールやイーモン・サリバンらと戦ったが、5位に終わり同種目の五輪3連覇はならなかった。ファン・デン・ホーヘンバンドはレース後「展開が速すぎる。いまはもう新時代。旧世代の自分は退く時が来た」と述べ引退を表明した。引退式は2008年12月7日に行われ、アイントホーフェン市長よりその会場となったプール（そこの一部がファン・デン・ホーヘンバンドの練習場となっている）を、「Pieter van den Hoogenband Zwemstadion」（ピーター・ヴァン・デン・ホヘバント水泳スタジアム)と改名すると発表。また、この引退式にはサプライズゲストとしてソープも駆けつけた。